# Дуглас, Арчибальд, герцог Дуглас
Арчибальд Дуглас (англ. Archibald Douglas; 15 октября 1694 — 21 июля 1761) — крупный шотландский аристократ и пэр, третий маркиз Дуглас (1700—1761), первый и последний герцог Дуглас (1703—1761).

## Биография
Младший (второй) сын Джеймса Дугласа (1646—1700), 2-й го маркиза Дугласа (1660—1700), от второго брака с Мэри Керр (ум. 1736).
Его старший брат Уильям (1693—1694), скончался в младенчестве, после чего Арчибальд получил титул графа Ангуса.
В феврале 1700 года после смерти своего отца Арчибальд Дуглас унаследовал титул и владения маркизов Дугласов. 10 апреля 1703 года получил герцогский титул. Носил титулы: герцог Дуглас, маркиз Дуглас и Абернети, виконт Джедборо и лорд Дуглас из Бонкила, Престона и Робертона.
Носитель шотландской королевской короны в торжественных случаях, передал её в Эдинбургский замок после закрытия последнего парламента Шотландии.
В 1715 года во время якобитского восстания в Шотландии Арчибальд Дуглас, герцог Дуглас, поддержал Ганноверскую династию и привел на помощь английской армии конных добровольцев и участвовал в битве при Шерифмуре.
В зрелом возрасте Арчибальд Дуглас отличался эксцентричным характером и, возможно, был сумасшедшим. В 1725 году он убил капитана Джона Керра (внебрачного сына своего дяди, лорда Марка Керра) в замке Дуглас, куда сам его пригласил, и был вынужден на некоторое время бежать в Голландию.
В 1745 году его резиденция — замок Дуглас — был сожжен восставшими шотландскими горцами во время нового якобитского восстания.
Он поссорился со своей сестрой, леди Джейн Дуглас, узнав о её тайном браке с Джоном Стюартом из Грентулли, и относился к ней с большой жестокостью. В 1755 году замок Дуглас сгорел, и герцог нанял шотландского архитектора Роберта Адама для восстановления своей родовой резиденции. Работа не была закончена из-за смерти самого герцога.

## Семья
Герцог 1 марта 1758 года женился на Маргарет Дуглас (? — 24 октября 1774), дочери Джеймса Дугласа из Майнса (ум. 1743) и Изабель Корбет. Брак был бездетен.
Будучи бездетным, Арчибальд Дуглас завещал своим владения родному племяннику, барону Арчибальду Дугласу (1748—1827), сыну своей сестры Джейн Дуглас (1698—1753) и сэра Джона Стюарта (1687—1764).
21 июля 1761 года 66-летний Арчибальд Дуглас, маркиз и герцог Дуглас, скончался в Эдинбурге. Несмотря на его завещание в пользу племянника Арчибальда Дугласа, титул маркиза Дугласа унаследовал его дальний родственник Джеймс Джордж Гамильтон (1755—1769), 7-й герцог Гамильтон и 4-й герцог Брэндон (1758—1769).